# Teodoro II di Napoli
Tedodoro II (fl. IX secolo) fu duca di Napoli nell'821.

## Biografia
Successo a Teoctisto nel 821. Nominato duca di Napoli dal patrizio di Sicilia. Il suo ducato durò poco meno che un anno.
Con la sua nomina riportò il ducato napoletano soggetto ancora una volta alle dipendenze di Bisanzio. I napoletani accortosi dell errore commesso ancora una volta, scacciarono Teodoro II ed elessero Stefano III.